# Giudizi universali
Giudizi universali è un brano musicale scritto e interpretato da Samuele Bersani nel 1997, ed è il secondo singolo ad essere estratto dall'album Samuele Bersani.

## Il brano
(dal brano)
Il singolo è uno dei più noti di Samuele Bersani. Nel 1998 Giudizi universali ha ricevuto il "Premio Lunezia" come "miglior testo letterario", assegnato da una giuria di critici musicali presieduta dalla scrittrice e traduttrice Fernanda Pivano.
La canzone, così come molte altre di Samuele Bersani, fu anche inserita nella colonna sonora del film di Aldo, Giovanni e Giacomo Chiedimi se sono felice ed è presente nel film Fuochi d'artificio di Leonardo Pieraccioni.
(Samuele Bersani)

## Video musicale
Il video musicale prodotto per Giudizi universali è stato diretto da Ambrogio Lo Giudice, e vede Bersani all'interno di una stanza tappezzata da fotografie e completamente vuota, ad eccezione di un pianoforte.

## Riconoscimenti
Il testo della canzone è stato premiato, nel 1998, dal Premio Lunezia

## Cover
Einar nel 2018.
Willie Peyote al Festival di Sanremo 2021 nella serata dedicata alle cover insieme allo stesso Samuele Bersani.